# Spitzer (munición)

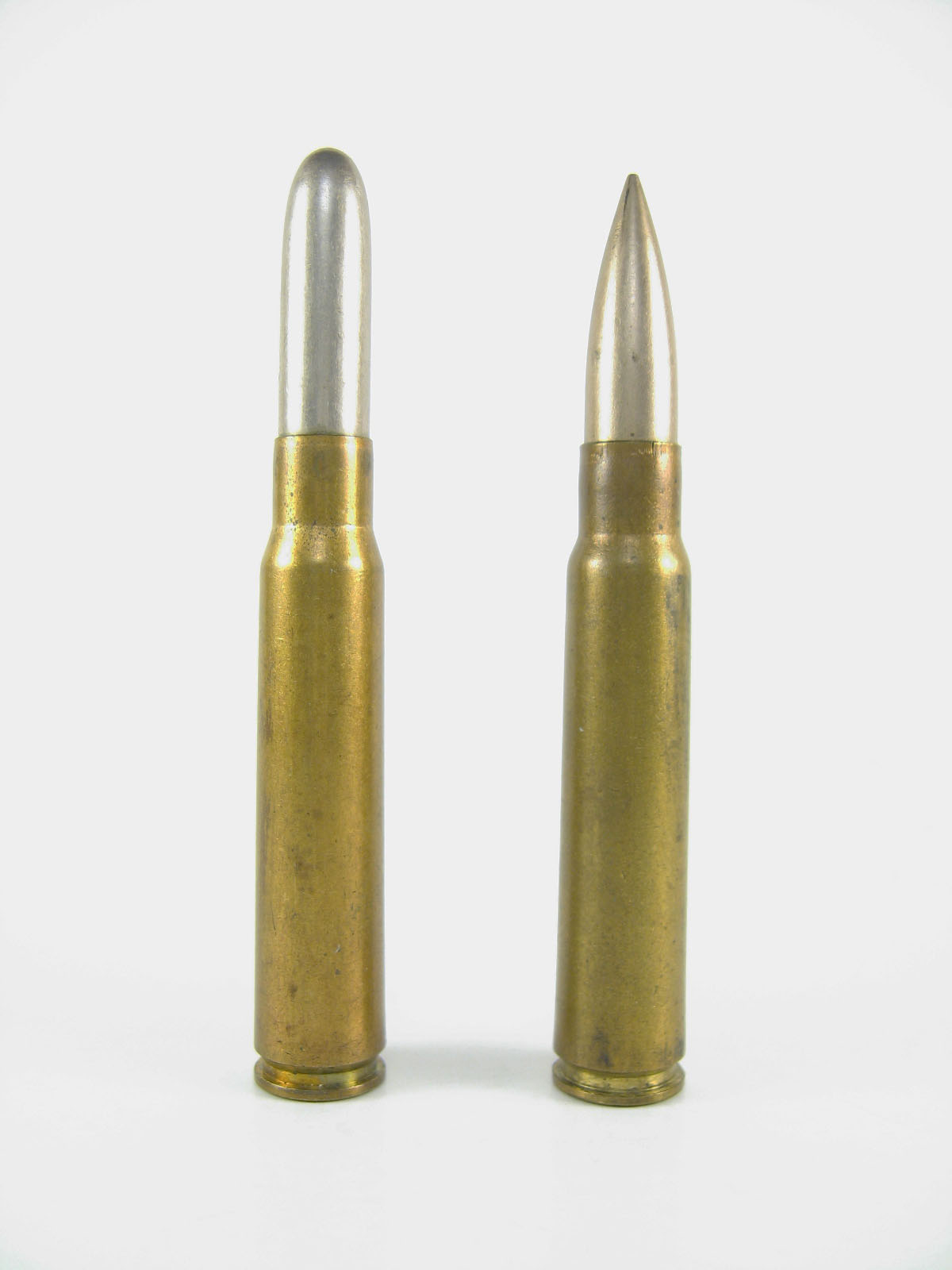
M/88 de 1888 (izquierda) junto con el 7,92 x 57 Mauser S Patrone de 1905.

Una spitzer (del alemán Spitzgeschoss, literalmente «bala puntiaguda») es una bala aerodinámica utilizada en la mayoría de los cartuchos para fusiles. 

## Historia
La primera bala tipo spitzer fue diseñada en 1898, como la Balle D, por el capitán Desaleux, del ejército francés, con el fin de mejorar el cartucho 8 mm Lebel, que tenía una velocidad de salida de 628 m/s. La nueva bala puntiaguda de Desaleux tenía una velocidad de salida de 878 m/s, consiguiendo una trayectoria más plana y un alcance sensiblemente mayor. 
En 1904, tras comprobar los resultados de la nueva Balle D, en Alemania decidieron revisar su munición M/88 y optaron por el cartucho S Patrone 7,92 x 57 Mauser, indicando la S de su nomenclatura que posee la bala «spitzer», patentado por Arthur Gleinich.
En 1906, EE. UU. compró los derechos de producción para la bala «spitzer» creada por Gleinich.